# Microgastrura duodecimoculata
Microgastrura duodecimoculata is een springstaartensoort uit de familie van de Hypogastruridae. De wetenschappelijke naam van de soort is voor het eerst geldig gepubliceerd in 1922 door Stach.